# Boże
Boże (németül Bosemb) lengyel település Gmina Mrągowo adminisztratív körzetben, Mrągowo járásban, a Varmia-mazúriai vajdaságban, Észak-Lengyelországban. Körülbelül észak felé 11 kilométerre fekszik Mrągowótól, 60 km-re keletre van a területi főváros Olsztyntól.
1945 előtt Németország (Kelet-Poroszország) része volt.

## Híres személyek
- Udo Lattek (1935–2015), labdarúgóedző